# Gangaji
Gangaji, właśc. Toni Roberson (ur. 1942 w stanie Teksas) – amerykańska nauczycielka duchowa, autorka książek, której nauczycielem był Sri HWL Poonja, znany jako Papaji.

## Życiorys
Urodzona w Teksasie, w 1942 roku, Gangaji dorastała w stanie Mississippi. W roku 1964, po ukończeniu Uniwersytetu Mississippi, wyszła za mąż i urodziła córkę. W 1972 roku przeniosła się do San Francisco, gdzie rozpoczęła poszukiwania głębszych poziomów swego istnienia. Przyjęła ślubowania bodhisattwy, praktykowała ZEN oraz medytację Vipassany, pomagała w prowadzeniu Centrum Medytacyjnego Buddyzmu Tybetańskiego, a także pracowała jako akupunkturzystka w rejonie Zatoki San Francisco.
Przełomem w jej życiu i początkiem działalności w charakterze nauczyciela duchowego i publicystki był wyjazd w 1990 r., do Indii, gdzie poznała Sri H.W.L. Poonja, znanego też jako Papaji, który otworzył przed nią bramę samopoznania. Jako nauczycielka duchowa i publicystka zajmuje się przekazywaniem uczniom i czytelnikom swojego bezpośredniego doświadczenia oraz istoty przesłania, które otrzymała od Papajiego. 

## Wybrana bibliografia książkowa
- You are That! (1995), ISBN 0-9632194-3-X
- Freedom and Resolve (1999), ISBN 1-887984-01-1
- Just Like You, An Autobiography (2003), ISBN 0-9646999-2-3
- The Diamond in Your Pocket: Discovering Your True Radiance (2007), ISBN 1-59179-272-X
- Hidden Treasure: Uncovering the Truth in Your Life Story (2011), ISBN 1-58542-887-6